# ژروم گولمار
 ژروم گولمار (انگلیسی: Jérôme Golmard؛ زاده ۹ سپتامبر ۱۹۷۳) یک تنیس‌باز اهل فرانسه است.